# قانون جهانی گرانش نیوتن

قانون جهانی گرانش نیوتن امروزه نیز در حرکت ماهواره‌ها به دور زمین به کار می‌رود

قانون جهانی گرانش نیوتن یا قانون گرانش عمومی نیوتن (به انگلیسی: Newton's Law of Universal Gravitation)، معادله‌ای است که نخستین بار، آیزاک نیوتن، آن‌را برای توصیف نیروی گرانش در کتاب «اصول ریاضی فلسفه طبیعی» در سال ۱۶۸۷ پیش نهاد.
بنا به این قانون، ذرات (یا اجسام) در این هستی، همواره نیرویی به نام گرانش بر یکدیگر وارد می‌کنند که با حاصل ضرب جرم دو جسم نسبت مستقیم و با مجذور فاصله آن‌ها، نسبت وارون دارد، و به صورت زیر بیان می‌شود:
{\displaystyle F=G{\frac {m_{1}m_{2}}{r^{2}}}}

در این معادله G ثابت جهانی گرانش است
(که مقدار آن در دستگاه SI برابر است با {\displaystyle 6,67384\cdot {10^{-11}}{{m^{3}} \over {{kg^{1}}\cdot {s^{2}}}}})،

F نیروی گرانش بین دو جسم است.
m۱ و m۲ جرم دو جسم هستند
‌  r فاصله دو جسم است.
به دلیل مقدار بسیار کوچک G، نیروی گرانشی میان اجسام با جرم‌های کم قابل چشم‌پوشی است.
چون گرانش همیشه رباینده است و بر هر چیز جرم‌دار اثر می‌کند، می‌توان آن‌را در گسترۀ جهان به کار برد (مگر در زمینه‌هایی که باید از نسبیت عام یا مکانیک کوانتومی استفاده کرد). پیرو این قانون، اگر در سطح سیاره‌ای پرتابه‌ای با سرعت زیاد از بالا به صورت افقی پرتاب شود، بر اثر گرانش، مسیری منحنی را خواهد پیمود. اگر سرعت این پرتابه به‌اندازه کافی باشد، می‌تواند مسیری دایره‌مانند را بپیماید و در مدار آن سیاره قرار گیرد. این قانون، مدار زمین، ماه و سیارات را با دقت زیادی توصیف می‌کند.

## پیشینه
تا اواسط قرن ۱۶ میلادی، کلیسا و بیشتر دانشمندان اروپایی به نظریه زمین-مرکزی بطلمیوس، که انجیل نیز آن‌را تأیید می‌کرد، باور داشتند. در سال ۱۵۴۳، نیکلاس کوپرنیک، کتاب «درباره گردش افلاک آسمانی» را کمی پیش از مرگ منتشر کرد. در این کتاب، او با رد کردن نظریه زمین-مرکزی، به اثبات نظریه خورشید-مرکزی پرداخت. چندی پس از ممنوع شدن این کتاب در سال ۱۶۱۴ از سوی کلیسا، یوهانِس کپلر در سال ۱۶۱۸، قوانین سه‌گانه خود درباره مدار سیارات را منتشر کرد. در اوایل قرن ۱۷ میلادی، کلیسا به بی‌دینی برخی، از جمله گالیلئو گالیله، حکم داد، زیرا آنان به نظریه خورشید مرکزی باور داشتند. گالیله، ابتدا با رها کردن دو گوی ناهم‌جنس از بالای برج پیزا، نشان داد که اجسام، صرف‌نظر از جرمشان، با رها شدن (و نه پرتاب شدن) از ارتفاعی معین، هم‌زمان به زمین می‌رسند و به سرعت آنان در هر ثانیه، ۱۰ مرتبه اضافه می‌شود. او فرض کرد که اگر بتوان ستونی بدون هوا در نظر گرفت، برای مثال، یک پر و یک گوی فلزی  هم‌زمان و  هم‌سرعت به زمین خواهند رسید (البته ماشین تخلیه هوا در سال ۱۶۵۴ اختراع شد و درستی نظر گالیله تأیید شد). سپس با استفاده از تلسکوپ و مشاهده سیاره مشتری، نشان داد که ماه‌هایی به دور سیارات  می‌گردند، و در رد مرکزیت زمین تلاش کرد. این تلاش‌ها به حکم بی‌دینی او از سوی کلیسا در سال ۱۶۱۰ انجامید و او مجبور به توبه اجباری از نظراتش شد. با تثبیت شدن مذهب پروتستان در نیمه دوم قرن ۱۷ در انگلستان، فضا برای رشد نظریه خورشید مرکزی در این کشور فراهم شد. در این دوران بسیاری از دانشمندان جزیره بریتانیا، از جمله آیزاک نیوتن، باور به نظریه خورشید مرکزی پیدا کرده بودند. بنا بر افسانه‌ای؛ در سال ۱۶۶۵، زمانی که نیوتون ۲۳ ساله بود، سقوط سیبی بر سرش در باغ خانه‌اش این پرسش را در او برانگیخت که «چه نیرویی باعث سقوط این سیب به زمین شده و آیا این نیرو ارتباطی با گردش ماه به دور زمین دارد؟». او پس از سال‌ها پژوهش و انبوهی محاسبات ریاضی و اندیشه بر روی قوانین کپلر، از جمله قانون اول آن، موفق به کشف این معادله شد. او کشف خود را در سال ۱۶۸۷ در کتاب «اصول ریاضی فلسفه طبیعی» به همراه قوانین مکانیک کلاسیک منتشر کرد. این معادله، مسیر سیارات را با دقت خوبی پیش‌بینی می‌کرد و خیلی زود، دانشمندان شروع به استفاده از آن در ستاره‌شناسی کردند. در سال ۱۷۸۹ (شصت سال پس از مرگ نیوتن)؛ هنری کاوندیش، با پیدا کردن مقدار ثابت G، قانون گرانش عمومی نیوتن را به صورت تجربی ثابت کرد. موفقیت چشم‌گیر مکانیک کلاسیک و قانون گرانش عمومی در توصیف حرکت سیارات و ستارگان، به پیدایش مکانیک سماوی انجامید.

## محاسبه شتاب جسم در حال سقوط (شتاب گرانش) در سیارات
قانون دوم نیوتن در مکانیک کلاسیک بیان می‌کند که شتاب هر جسم با نیروی وارد بر جسم نسبت مستقیم و با جرم جسم نسبت عکس دارد:
{\displaystyle a={F \over {m}}} یا {\displaystyle F=ma}
همچنین قانون گرانش عمومی نیوتن بیان می‌کند که نیروی گرانش بین دو جسم، با جرم دو جسم رابطه مستقیم و با مجذور فاصله آن‌ها نسبت عکس دارد:
{\displaystyle F={G}{{m_{1}}{m_{2}} \over {r^{2}}}}
که در آن {\displaystyle m_{1}} و {\displaystyle m_{2}} جرم دو جسم، {\displaystyle r}فاصله دو جسم و {\displaystyle G} ثابت جهانی گرانش است.
اگر روابط بالا را با یکدیگر برابر قرار دهیم:
{\displaystyle ma={G}{{m_{1}}{m_{2}} \over {r^{2}}}}
اگر {\displaystyle m} با {\displaystyle m_{1}} برابر باشد خواهیم داشت:
{\displaystyle g={G}{{M_{e}} \over {(R_{e}+h)^{2}}}}
که در آن {\displaystyle g} شتاب گرانش، {\displaystyle M_{e}} جرم سیاره، {\displaystyle R_{e}} شعاع سیاره و {\displaystyle h} ارتفاع جسم از سطح سیاره است.
البته این رابطه برای خارج (بالاتر از سطح) سیاره است. برای محاسبه شتاب گرانش داخل سیاره با توجه به رابطه {\displaystyle m={4 \over 3}{\rho }{\pi }{r^{3}}} خواهیم داشت:
{\displaystyle g={4 \over 3}{G}{R_{e}}{\rho _{e}}{\pi }}
که در آن {\displaystyle \rho _{e}} چگالی متوسط سیاره است.

## نقص
اشکال اساسی قانون گرانش عمومی این است که محدودیتی ندارد. خود نیوتن نیز به آن پی برده‌بود. نیوتن دریافت که بر اثر قانون گرانش او، ستارگان باید یکدیگر را جذب کنند و بنابراین اصلاً به نظر نمی‌رسد که ساکن باشند. نیوتن در سال ۱۶۹۲ در نامه ای به ریچارد بنتلی نوشت: «اگر تعداد ستارگان جهان بینهایت نباشد و این ستارگان در ناحیه ای از فضا پراکنده باشند، همگی به یکدیگر برخورد خواهند کرد. اما اگر تعداد نامحدودی ستاره در فضای بیکران به‌طور کمابیش یکسان پراکنده باشند، نقطه مرکزی در کار نخواهد بود تا همه بسوی آن کشیده شوند و بنابراین جهان در هم نخواهد ریخت». مشکل بعدی قانون گرانش نیوتن این است که طبق این قانون یک جسم به‌طور نامحدود می‌تواند سایر اجسام را جذب کرده و رشد کند، یعنی جرم یک جسم می‌تواند تا بی‌نهایت افزایش یابد. این نیز با تجربه هم‌خوان نیست، زیرا جسمی با جرم بی‌نهایت دیده نشده‌است.
اختلاف در مدار عطارد نیز باعث نقص در نظریه نیوتن شد. در پایان قرن ۱۹ دانشمندان می‌دانستند که مدار عطارد دارای آشفتگی‌های کمی است که نمی‌توان در محاسبات آن را به‌طور کامل با نظریه نیوتن هم‌خوان کرد، اما همه جستجوها برای اختلال‌های جرمی دیگر (مانند یک سیاره در حال چرخش به دور خورشید، حتی نزدیک‌تر از عطارد) بی‌نتیجه بود. تمامی این مشکلات، بعدها با نظریه نسبیت عام حل شد.